# Castel Visione
Castel Visione war eine Höhenburg im Nonstal im Trentino, Italien. Der Bau war die erste historisch gesicherte Burg, die von der Familie Thun errichtet wurde. Erst später wurden Castel San Pietro und der spätere Familiensitz Castel Thun errichtet, die sich beide nur wenige Kilometer von Castel Visione befinden. Castel Visione kam vor allem die Aufgabe zu, den Zugang vom Etschtal in das Nonstal zu kontrollieren. Ihre strategische militärische Bedeutung geht auch daraus hervor, dass sowohl die Bischöfe von Trient als auch die Grafen von Tirol versuchten, die Burg unter ihre alleinige Kontrolle zu bringen.

## Lage
Die Burgruine liegt auf einer Anhöhe auf 660 m s.l.m. oberhalb der Rocchetta-Engstelle am Taldurchbruch des Nonstals in die Rotaliana-Ebene. Sie befindet sich auf der orographisch linken Seite des Noce auf dem Gemeindegebiet von Ton etwa 2 km südlich der Fraktion Masi di Vigo.

## Geschichte
Die Burg wurde erstmals 1199 urkundlich erwähnt. Mit der Urkunde, von der eine Abschrift im Codex Wangianus enthalten ist, belehnte der Bischof von Trient, Konrad von Beseno, den als Visione bezeichneten Hügel an Alfredino und Manfredino di Ton sowie an Luto di Marostica, damit sie dort eine Burg errichten. Mit der Belehnung von Visione begann nach Langer der eigentliche Aufstieg der Familie Thun. Das Lehen wurde unter der Auflage vergeben, dass dem Bischof und seinen Nachfolgern die Burg stets offen stehe und dem Hochstift Trient alle Rechte über den Bau vorbehalten blieben. Wann die Thun mit dem Bau der Burg begannen, ist ebenso wenig bekannt, wie wann Castel Visione festgestellt wurde. In einer Urkunde von 1256 werden zwei Söhne von Walimbert I. von Thun mit dem Beinamen von Visione bezeichnet. Nach Martinelli kann dies als Indiz angesehen werden, dass die Burg zu diesem Zeitpunkt bereits fertig gestellt war.
Ab den 1280er Jahren weckte Castel Visione zunehmend das Interesse des Tiroler Landesfürsten, der Expansionsbestrebungen gegenüber dem Hochstift Trient hegte. 1289 verkaufte Giordano, Sohn des Albertino, seine Anteile an der Burg an den Tiroler Grafen Meinhard II. Letzterer setzte einen Kastellan ein, der für die Burghut des landesfürstlichen Teils der Burg verantwortlich war.
Zwischen 1307 und 1326 war laut Quellen kein Vertreter des Tiroler Landesfürsten auf Castel Visione und die Burg ausschließlich unter der Kontrolle der Thun, deren Belehnung durch mehrere Bischöfe bestätigt wurde, so 1307 durch Bischof Bartholomäus Querini. 1333, nach Ladurner 1327, belehnte König Heinrich von Böhmen seinen Vasallen Volkmar von Burgstall mit Castel Visione. Nach dem Tod des Königs im April 1335 wurde das Lehen zunächst von seiner Tochter Margarete Maultausch und später vom Kaiser Ludwig dem Bayern bestätigt. Die Feste Visiaun blieb bis 1343 im Besitz des Volkmar von Burgstall, als er in Ungnade fiel und in Gefangenschaft starb. Anschließend belehnte Ludwig der Brandenburger, zweiter Ehemann von Margarete Maultausch und Sohn Ludwigs IV., seinen Vertrauensmann Konrad von Schenna mit Castel Visione. Nach dem Tod des Schenna 1346 wechselten sich bischöfliche und landesfürstliche Ministerialen eine Zeit lang als Burgherren ab. Kurz vor der Übergabe der Grafschaft Tirol an den Habsburger Rudolf IV. 1363 belehnte Margarete Maultausch Heinrich von Rottenburg mit Castel Visione. Nach Fellner handelte es sich um Heinrich IV. von Rottenburg, auch wenn sie ihn im Zusammenhang mit der Belehnung des 1333 unterhalb von Castel Visione durch Volkmar von Burgstall errichteten Castel Rocchetta erwähnt.
1401 erhielt sein Enkel Heinrich VI. von Rottenburg von Herzog Leopold IV. die Pflege über Schloss Vision. Im Konflikt zwischen dem Tridentiner Bischof Georg von Liechtenstein und dem Tiroler Landesfürsten Herzog Friedrich IV. um die Vorherrschaft im Hochstift Trient kam es auch um die Burg Vision zu Kämpfen. 1410 besetzten herzogliche Truppen noch vor Beginn der eigentlichen Rottenburger Fehde die Burg. Der Rottenburger hatte zuvor versucht, von der Situation zu profitieren, und den Konflikt angeheizt. 1418 wurde die von den Soldaten Friedrichs IV. gehaltene Feste im Zuge der Spaurer Fehde von den Truppen Peter von Spaurs eingenommen und erst nach Ende der Fehde an den Herzog zurückgegeben.
Mit der Ernennung von Alexander von Masowien zum Bischof von Trient 1423 wurden die Thun wieder mit den bischöflichen Teilen der Burg belehnt. Zugleich wurde sie von tirolerischen Hauptleuten verwaltet. 1525 wurde Castel Visione im Laufe des Bauernkrieges von aufständischen Bauern aus dem Nonstal zerstört. Danach wurde lediglich ein Wachturm wieder aufgebaut, der aber von der Familie Thun nicht mehr bewohnt wurde. In den folgenden Jahrhunderten tauchte Castel Visione noch in verschiedenen bischöflichen Lehnsbriefen auf. 1888 stürzten die letzten Reste des Turms ein. Nach Ausserer wurden die einsturzgefährdeten Mauerreste abgetragen, da sie eine Gefahr für die darunter liegende Nonstalstraße und für die zwischen 1860 und 1864 erbaute Straßensperre Rocchetta darstellten.

## Beschreibung
Von der Burg sind nur einige Mauerreste des Bergfrieds erhalten, die zum Teil unter Schutt begraben sind. Die erhaltenen Mauern finden sich an der höchsten Stelle der Anhöhe und weisen eine Länge von 7,6 m, eine maximale Höhe von 2,6 m und eine Stärke zwischen 0,9 und 1 m auf. Sie sind als Füllmauernwerk errichtet worden, das an der Innen- und Außenseite aus unterschiedlich großen, gleichmäßig bearbeiteten Kalksteinen besteht. An der einzig erhaltenen Eckseite findet sich auch ein Buckelquader. Unterhalb des Bergfrieds und möglicherweise an diesen angelehnt befindet sich ein weiteres Mauerstück.
Aus den Quellen gehen nur einige spärliche Informationen über den Bau vor. So muss Castel Visione über einen beheizten Raum, eine Zisterne und ein Burgtor verfügt haben. Eine erste bildliche Darstellung stammt aus dem 16. Jahrhundert von Pietro Andrea Mattioli, in der Castel Visione skizzenhaft aus mehreren Gebäuden bestehend dargestellt ist. Im Codex Brandis, entstanden zu Beginn des 17. Jahrhunderts, ist der Bergfried bereits halb eingestürzt abgebildet. Neben dem Turm sind weitere Gebäude zu erkennen, die möglicherweise von einer Burgmauer umgeben sind.